# 楠木誠一郎
楠木 誠一郎（くすのき せいいちろう、1960年3月14日 - ）は、日本の小説家、著作家。

## 来歴
福岡県出身。1982年に日本大学法学部を卒業し、出版社で歴史雑誌の編集を担当する。1992年より歴史に関する著作の刊行を始め、1996年に『十二階の柩』で小説家としてデビュー。1999年、『名探偵夏目漱石の事件簿』で第8回日本文芸家クラブ大賞（長編小説部門）を受賞。同年、出版社を退社。
歴史ミステリーの他、タイムスリップ探偵団シリーズなどの児童文学、時代小説も著している。

## 著作

### 歴史関連本
- 『日本史おもしろ推理 - 謎の殺人事件を追え』（二見書房） 1992
- 『義経の野望 - 異説『藤原四代記』〈鎌倉攻略篇〉』（二見書房） 1992
- 『謎の迷宮入り事件を解け - 歴史おもしろ推理』（二見書房） 1993
- 『火付盗賊改 長谷川平蔵99の謎』（二見書房） 1994
- 『異常愛99の事件簿 - 本当にあった信じられない話』（二見書房） 1995
- 『秀吉側近99人の謎 - 戦国おもしろ意外史』（二見書房） 1996
- 『毛利元就側近99人のビジネス戦略 - 戦国おもしろ意外史』（二見書房） 1997
- 『徳川慶喜オモシロ人生99の世渡り術 - 最後の将軍、本音の独り言』（二見書房） 1998
- 『歴史に名を残す「極悪人」99の事件簿 - 人はここまで残酷になれるのか』（二見書房） 1998
- 『日本中を震えあがらせた恐怖の毒薬犯罪99の事件簿』（二見書房） 1998
- 『1日1時間 1週間でわかる図解日本史』（二見書房） 1999、のち改題『図解早わかり日本史』（二見レインボー文庫）
- 『1日1時間 1週間でわかる図解世界史』（二見書房） 2000
- 『エピソードで読む武田信玄 - リーダーの統率力』（PHP研究所） 2003
- 『新選組111の謎 - Q&Aで知る幕末最強軍団の真実』（成美堂出版） 2003
- 『源義経111の謎 - Q&Aで知る合戦の天才の伝説と真実』（成美堂出版） 2003
- 『真説の日本史365日事典』（文藝春秋） 2004
- 『日本史・世界史 同時代比較年表 そのとき地球の裏側で』（朝日新聞社） 2005
- 『山内一豊とその妻111の謎 - Q&Aで知る土佐藩祖夫妻の伝説と真実』（成美堂出版） 2005
- 『水戸黄門は旅嫌いだった!? - 種明かし日本史20人の素顔』（朝日新聞社） 2006
- 『信玄と勘助111の謎』（成美堂出版） 2006
- 『日本史人物「第二の人生」発見読本』（彩流社） 2007
- 『江戸の御触書 - 生類憐みの令から人相書まで』（グラフ社） 2008
- 『厳選 日本史66の名場面』（プレジデント社） 2008
- 『日本史 謎の殺人事件』（二見書房） 2008
- 『西郷隆盛と乃木希典は本当に英雄だったか』（有楽出版社） 2008
- 『坂本龍馬74の謎 - 幕末ミステリー』（成美堂出版） 2009
- 『日本の歴史おもしろ英雄伝』（毎日新聞社） 2010
- 『県別戦国武将事典』（PHP研究所） 2010
- 『新島八重と新島襄 「幕末のジャンヌ・ダルク」と「平和の使徒」と呼ばれた夫婦』（PHP研究所） 2012
- 『黒田官兵衛は天下を狙ったのか』（ベストセラーズ） 2013
- 『日本史・世界史同時代比較年表』（朝日新聞出版） 2014
- 『イッキによめる! 天才武将真田幸村33の謎』（講談社） 2015

### 小説
- 『十二階の柩 - 明治を探検する』（講談社ノベルス） 1996
- 『帝国の霊柩』（講談社ノベルス） 1997
- 『女郎蜘蛛〜呪縛の牝奴隷達〜』（ベストセラーズ） 1997
- 『帝都奇譚 紅蓮の密偵』（祥伝社、ノンノベル） 1998
- 『名探偵夏目漱石の事件簿 - 象牙の塔の殺人』（廣済堂出版、ブルーブックス） 1999
- 『真説・伊藤博文暗殺』（祥伝社、ノンノベル） 1999
- 『満洲探偵 大連の柩』（徳間ノベルス） 2000
- 「潔癖症探偵 泉鏡花」（中央公論新社、C★NOVELS）
  - 『「高野聖」殺人事件』 2000
  - 『「夜叉ケ池」殺人事件』 2000
  - 『「草迷宮」殺人事件』 2000
- 「探偵作家江戸川乱歩の事件簿」（有楽出版社、Joy novels）
  - 『ミイラと旅する男』 2001
  - 『夢二殺人幻想』 2002
  - 『帝都“切り裂きジャック”の殺人』 2003
  - 『「パノラマ島奇譚」殺人事件』 2003
- 『明治必殺!』（祥伝社、ノンノベル） 2001
- 『森鷗外の事件簿』（勁文社、ケイブンシャノベルス） 2002
- 『小泉八雲「へるん先生」探偵帖』（双葉社、フタバノベルス） 2002
- 『石原莞爾 - 「満洲国」建国を演出した陸軍参謀』（PHP文庫） 2002
- 「妖珠の覇王」（中央公論新社、C novels）
  - 『風雲! 幕末動乱』 2002
  - 『激闘! 会津陥落』 2002
  - 『血戦! 五稜郭炎上』 2002
- 「お宝探偵団」（学習研究社）
  - 『お宝探偵団とわがままミカド』 2004
  - 『お宝探偵団とあぶない魔王』 2006
- 『実朝を殺した男 - 『吾妻鏡』殺人事件』（実業之日本社） 2004
- 「まぼろしの秘密帝国 MU」（講談社）
  - （上）『帝国の陰謀』 2007
  - （中）『帝国の秘密』 2008
  - （下）『帝国の崩壊』 2008
- 「もぐら弦斎手控帳」（二見時代小説文庫）
  - 『逃がし屋』 2007
  - 『ふたり写楽』 2008
  - 『刺客の海』 2008
- 「パラレル! Parallel」（ジャイブ、カラフル文庫）
  - 『美少女生徒会長の怪』 2008
  - 『課外授業の罠』 2009
- 「甲子夜話秘録」（大和書房、だいわ文庫）
  - 『鼠狩り』 2008
  - 『狐狩り』 2008
  - 『天狗狩り』 2009
- 「大江戸神龍伝バサラ!」（角川つばさ文庫）
  - 『龍、覚醒せり。』 2009
  - 『龍、囚われたり。』 2009
  - 『龍、飛翔せり。』 2010
- 『春画を拾った男 浮き世語り推理帖』（ベスト時代文庫） 2009
- 「念写探偵 加賀美鏡介』（講談社ノベルス）
  - 『念写探偵 加賀美鏡介』 2009
  - 『消された龍馬 念写探偵 加賀美鏡介』 2009
- 『織部の密書』（河出書房新社） 2010
- 「相棒同心 左近と伸吾」（コスミック出版、コスミック・時代文庫）
  - 『相棒同心 左近と伸吾』 2010
  - 『同心の涙』 2010
  - 『はつもの食い』 2011
- 「北町裏同心」（静山社文庫）
  - 『賄賂斬り』 2010
  - 『謀略斬り』 2010
  - 『老中斬り』 2010
- 『信玄の狗』（有楽出版社） 2010
- 「武蔵三十六番勝負」（角川文庫）
  - 『（一）地之巻 激闘! 関ヶ原』 2010
  - 『（二）水之巻 孤闘! 吉岡一門』 2010
  - 『（三）火之巻 暗闘! 刺客の群れ』 2011
  - 『（四）風之巻 決闘! 巌流島』 2011
  - 『（五）空之巻 死闘! 大坂の陣』 2011
- 「鬼面同心隠剣」（静山社文庫）
- 『鬼面同心隠剣 家斉御落胤』 2011
- 『鬼面同心隠剣 家慶幽閉』 2011
- 『龍の十字架 ブラン城の秘密』（講談社ノベルス） 2011
- 『ぼくたちのトレジャーを探せ! 秘密結社パンドラの謎』全3巻（講談社青い鳥文庫） 2011
- 『大江戸からくり推理帖』（PHP文芸文庫） 2011
- 「タイムスリップ・ミステリー!」（講談社青い鳥文庫）
  - 『タイタニック沈没』 2011
  - 『モーツァルト毒殺!?』 2012
  - 『ジャンヌ・ダルク伝説』 2012
- 『あやかし裁き - ご隠居同心探索異聞』（コスミック・時代小説文庫） 2011
- 「浪漫探偵社事件ファイル」（ポプラ社、カラフル文庫）
  - 『名探偵登場!』 2012
  - 『探偵助手、初めての事件!』 2012
  - 『怪人あらわる!』 2012
- 「立ち退き長屋顛末記」（講談社文庫）
- 『火除け地蔵 立ち退き長屋顛末記』 2012
- 『聞き耳地蔵 立ち退き長屋顛末記』 2012
- 『囮なめくじ長屋』（ベスト時代文庫） 2012
- 『箱入り娘 若衆髷同心推理帖』（ベストセラーズ） 2012
- 『新島八重 維新の桜』（ポプラポケット文庫） 2012
- 『黒田官兵衛 天下人の軍師』（講談社火の鳥文庫） 2013
- 「私立霊界高校」（講談社）
  - 『NOBUNAGA降臨』 2014
  - 『RYOMA召喚』 2014
- 『子分は将軍様 - 因縁の決闘』（コスミック出版） 2015
- 『戦国の尼城主 井伊直虎』（河出文庫） 2016

#### 「タイムスリップ探偵団」シリーズ
全て講談社より刊行
　ファーストシーズン
- 『坊っちゃんは名探偵! 夏目少年とタイムスリップ探偵団』 2001
- 『ご隠居さまは名探偵! 水戸黄門とタイムスリップ探偵団』 2002
- 『お局さまは名探偵! 紫式部・清少納言とタイムスリップ探偵団』 2003
- 『うつけ者は名探偵! 織田信長とタイムスリップ探偵団』 2003
- 『陰陽師は名探偵! 安倍晴明とタイムスリップ探偵団』 2004
- 『大泥棒は名探偵! ねずみ小僧次郎吉とタイムスリップ探偵団』 2004
- 『女王さまは名探偵! ヒミコとタイムスリップ探偵団』 2005
- 『牛若丸は名探偵! 源義経とタイムスリップ探偵団』 2005

　セカンドシーズン
- 『坂本龍馬は名探偵!! タイムスリップ探偵団と龍馬暗殺のナゾの巻』 2006
- 『平賀源内は名探偵!! タイムスリップ探偵団とキテレツアイテムの巻』 2007
- 『聖徳太子は名探偵!! タイムスリップ探偵団と超能力バトル?の巻』 2007
- 『新選組は名探偵!! タイムスリップ探偵団と幕末ちゃんちゃんばらばらの巻』 2008
- 『豊臣秀吉は名探偵!! タイムスリップ探偵団と大坂城危機一髪の巻』 2008
- 『清少納言は名探偵!! タイムスリップ探偵団と春はあけぼの大暴れの巻』 2009
- 『福沢諭吉は名探偵!! タイムスリップ探偵団とてんやわんやの蘭学授業の巻』 2009
- 『一休さんは名探偵!! タイムスリップ探偵団とタイムスリップ探偵団と電光石火のとんち一大合戦の巻』 2009
- 『安倍晴明は名探偵!! タイムスリップ探偵団とずっこけ陰陽師の妖怪大パニックの巻』 2010
- 『宮沢賢治は名探偵!! タイムスリップ探偵団と銀河鉄道大暴走の巻』 2010
- 『宮本武蔵は名探偵!! タイムスリップ探偵団と巌流島ずっこけ決闘の巻』 2010
- 『徳川家康は名探偵!! タイムスリップ探偵団と決死の山越え珍道中の巻』 2011
- 『平清盛は名探偵!! タイムスリップ探偵団と鬼退治でどんぶらこの巻』 2011
- 『織田信長は名探偵!! タイムスリップ探偵団と戦国生き残りゲームの巻』 2012
- 『真田幸村は名探偵!! タイムスリップ探偵団と十勇士忍者バトルの巻』 2012
- 『源義経は名探偵!! タイムスリップ探偵団と源平合戦恋の一方通行の巻』 2013
- 『黒田官兵衛は名探偵!! タイムスリップ探偵団と中国大返しを成功させよ!の巻』 2013
- 『伊達政宗は名探偵!! タイムスリップ探偵団と跡目争い料理対決!の巻』 2014
- 『西郷隆盛は名探偵!! タイムスリップ探偵団と南の島のサバイバル戦争!の巻』 2014
- 『真田十勇士は名探偵!! タイムスリップ探偵団と忍術妖術オンパレード!の巻』 2015
- 『関ヶ原で名探偵!! タイムスリップ探偵団は天下分け目を行ったり来たりの巻』 2016

　サードシーズン
- 『ナポレオンと名探偵! タイムスリップ探偵団 フランスへ』 2017
- 『クレオパトラと名探偵! タイムスリップ探偵団 古代エジプトへ』 2017
- 『ベートーベンと名探偵! タイムスリップ探偵団 音楽の都ウィーンへ』 2018
- 『マリー・アントワネットと名探偵! タイムスリップ探偵団 眠らない街パリへ』2018

#### 「帝都〈少年少女〉探偵団ノート」
- 『吸血鬼あらわる!』（ジャイブ） 2005
- 『記憶をなくした少女』（ジャイブ） 2005
- 『真犯人はそこにいる』（ジャイブ） 2005
- 『透明人間あらわる!』（ジャイブ） 2006
- 『動機なき殺人者たち』（ジャイブ） 2007
- 『人造人間あらわる!』（ジャイブ） 2007
- 『消えた探偵犬の秘密』（ジャイブ） 2007
- 『ジキルとハイドあらわる!』（ジャイブ） 2008
- 『闇からの挑戦状』（ジャイブ） 2009
- 『時空からの使者』（ポプラ社） 2010
- 『外伝パラレル! 1』（2010年、ポプラ社） 2010
- 『外伝パラレル! 2』（2010年、ポプラ社） 2010
- 『悪は永遠に消ゆ』（ポプラ社）2011

#### 「お江戸怪談」シリーズ
- 『馬琴先生、妖怪です! お江戸怪談捕物帳』（静山社） 2016
- 『お江戸怪談 時間旅行』（静山社） 2018